# ジャン王
ジャン王（ジャン-おう、チベット文字：འཇང་ས་དམ་རྒྱལ་པོ; ワイリー方式：vjang sa dam rgyal po）は、麗江の領主木氏がチベット語史料に登場する場合の名称。ジャン・サーダム・ギャルポ。チベット仏教カルマ派の大施主として知られ、17世紀前半の最盛期には、ギャルタン・リタン・バタンなどカム地方南部を支配した。
ジャン・ユル（チベット文字：ལྗང་ཡུལ; ワイリー方式：ljang yul）とは、過去の南詔・大理など雲南地方に存在した諸王国に対するチベット語の通時的な呼称で、中世から近世にかけてのチベットでは、麗江の木氏政権が、これらの諸王国の継承政権と見なされていた。